# Virginia Vallejo
Virginia Vallejo (Cartago, 26 de agosto de 1949), es una escritora, periodista, modelo, locutora y presentadora de televisión colombiana.
Es conocida por escribir el libro Amando a Pablo, odiando a Escobar, autobiografía sobre su relación amorosa entre 1983 y 1987 con Pablo Escobar, jefe del Cartel de Medellín.

## Biografía
Nacida en Cartago, hija de Mary García Rivera y Juan Vallejo Jaramillo, estudió en el colegio anglo colombiano (Anglo-Colombian School) de Bogotá. Se graduó en 1967. 
Fue un personaje popular en los medios de comunicación en su país en los años '80.
Fue modelo e imagen de Cervecería Andina y Medias Di Lido. Participó de las películas Paco en 1976 y Colombia Connection en 1979.
Entre sus trabajos televisivos se encuentran Oiga Colombia, Noticiero 24 Horas, Cuidado con las mujeres y la telenovela Sombra de tu sombra. Trabajó con las periodistas Amparo Pérez, Pilar Lozano, Tulia Eugenia Ramírez y Margot Ricci. 
Ganadora en dos oportunidades del premio Mejor Presentadora de Noticias en Televisión de la Asociación de Periodistas del Espectáculo de Colombia.
En 1983 visita la Hacienda Nápoles propiedad de Pablo Escobar. Luego Vallejo entrevista a Pablo Escobar en Medellín. Su relación con Escobar le costó su carrera en televisión, cuando tuvo que exiliarse a Estados Unidos en 2006, participando del programa de protección a testigos en ese país.
En 2007, publicó Amando a Pablo, odiando a Escobar, autobiografía sobre la relación con Escobar. En el libro también se menciona a Alfonso López Michelsen, Ernesto Samper y Álvaro Uribe.
Desde 2010 tiene asilo político estadounidense por ser testigo protegida por haber declarado contra la mafia colombiana y el cartel de Medellín. Ya el capo narco había intentado acabar con su vida y temía represalias de otras personas involucradas.

## Obras
| Año  | Título                            | ISBN              | Editorial              | Otros        |
| ---- | --------------------------------- | ----------------- | ---------------------- | ------------ |
| 2007 | Amando a Pablo, odiando a Escobar | 978-0-307-39174-2 | Random House Mondadori | Superventas. |